# Paspalum caespitosum
Paspalum caespitosum är en gräsart som beskrevs av Johannes Flüggé. Paspalum caespitosum ingår i släktet tvillinghirser, och familjen gräs. Inga underarter finns listade i Catalogue of Life.